# Gérard Haddad
Pour les articles homonymes, voir Haddad.
Gérard Haddad, d'origine séfarade, né  le 21 juin 1940 à Tunis, est un ingénieur agronome, formé en France, ainsi qu'un médecin psychiatre, psychanalyste français, et essayiste.

## Biographie
Gérard Haddad rencontre Jacques Lacan en 1969 et entame avec lui une psychanalyse de douze ans qu'il a relatée dans son livre Le Jour où Lacan m'a adopté, un des rares témoignages relatant une psychanalyse avec Lacan, les deux autres étant Une saison chez Lacan de Pierre Rey, récit d'une cure qui dura dix ans ainsi que Pourquoi Lacan de Betty Milan.
Au cours de sa cure, il entreprend des études de médecine et de psychiatrie, dans le but de devenir lui-même psychanalyste.
Durant ce cheminement, il passe aussi d'un marxisme athée à la force du sentiment religieux qui l'habite, renouant avec le judaïsme et l'étudiant des textes fondateurs qu'il était depuis son enfance, principalement du Talmud. Avec l'aide du rabbin de Sarcelles Raphaël Israël, il va l'étudier dans sa relation avec les maladies mentales ce qui va l'aider et l'inspirer pour sa thèse de médecine L'Enfant illégitime.   
Sa rencontre avec Yeshayahou Leibowitz, en Israël, influence également son parcours.
Avec son épouse, Antonietta Haddad Pegolo, Gérard Haddad a écrit Freud en Italie et Le Péché originel de la psychanalyse.
En 2003, il reçoit le prix Œdipe le Salon.
C'est un critique du transhumanisme.

## Littérature
Gérard Haddad a une œuvre d'écrivain, de traducteur de l'hébreu et d'éditeur.

## Œuvres

### Essais
- L'Enfant illégitime : Sources talmudiques de la psychanalyse, Paris, Hachette Littératures, 1981
- Manger le livre, Paris, Grasset, 1984
- Les Biblioclastes, Paris, Grasset, 1990 ; rééd. sous le titre Les Folies millénaristes, Librairie générale française, 2002
- (avec Antonietta Haddad) Freud en Italie : Psychanalyse du voyage, Paris, Albin Michel, 1994
- Lacan et le judaïsme, Paris, Desclée de Brouwer, 1996
- Maïmonide, Paris, Belles Lettres, 1998
- (avec Didier Sicard) Hippocrate et le Scanner, Paris, Desclée de Brouwer, 1999
- Le jour où Lacan m'a adopté, Paris, Grasset & Fasquelle, 2002
- (avec Hechmi Dhaoui) Musulmans contre l'Islam ?, Paris, Cerf, 2006
- Le Péché originel de la psychanalyse, Paris, Seuil, 2007
- Les Femmes et l'Alcool, Paris, Grasset, 2009
- Lumière des astres éteints, Paris, Grasset, 2011
- Tripalium. Pourquoi le travail est devenu une souffrance, Paris, François Bourin, 2013
- Dans la main droite de Dieu : Psychanalyse du fanatisme, Paris, Premier Parallèle, 2015
- Le Complexe de Caïn : Terrorisme, haine de l'autre et rivalité fraternelle, Paris, Premier Parallèle, 2017
- Qohélet et la Question du désir, illustrations de Sophie Morgaine, Cent Mille Milliards, 2019
- À l'origine de la violence : d'Oedipe à Cain, une erreur de Freud, Paris, Salvator, 2021
- Archéologie du sionisme, Paris, Salvator, 2024

### Récits
- Moshé Gaash, Comment faire son alyah en 20 leçons : voyage en Terre promise (récit), Paris, Éditions du Seuil, coll. « Points Virgule » (no 53), 1987, 165 p. (ISBN 2-02-009621-8)  — Réédité en 2008 sous le titre Hello Goodbye, du nom du film Hello Goodbye, réalisé en 2008 par Graham Guit et inspiré de cet ouvrage. Moshé Gaash est le nom de plume de Gérard Haddad.
- Monsieur Jean, Hémisphères, 2017

### Traductions de l'hébreu
- Œuvres de Yeshayahou Leibowitz :
  - Israël et le judaïsme, ma part de vérité, Paris, Desclée de Brouwer, 1993
  - Brèves leçons bibliques, Paris, Desclée de Brouwer, 1995
  - Peuple, Terre, État, Paris, Plon, 1995
  - Science et Valeurs, Paris, Desclée de Brouwer, 1997
  - (avec Yann Boissière) Les Fondements du Judaïsme, Paris, Cerf, 2007

- Eliezer Ben Yehouda et Itamar Ben Avi, La Renaissance de l'hébreu, Paris, Desclée de Brouwer, 1998
- Contes talmudiques, Paris, Hachette Littératures, 1999

#### Textes et entretiens
- [audio] Les causes du fanatisme religieux, Cultures d'Islam (09/2015), Abdennour Bidar, France Culture
- [vidéo] Histoires : les origines de la violence, À l'origine (11/2021), rabbin  Mikael Journo, France 2, YouTube
- Le jour où Lacan m'a adopté
- Le voyage, figure du désir
- La conversion esthétique

#### Conférences vidéos en ligne
- [vidéo] Lacan lecteur de la Bible, Akadem
- [vidéo] Mon analyse avec Lacan, Akadem